# Scolecobrotus variegatus
Scolecobrotus variegatus är en skalbaggsart som beskrevs av Blackburn 1889. Scolecobrotus variegatus ingår i släktet Scolecobrotus och familjen långhorningar. Inga underarter finns listade i Catalogue of Life.